# Максимцево (Весьегонский район)
Максимцево — опустевшая деревня в Весьегонском муниципальном округе Тверской области.

## География
Деревня находится в северо-восточной части Тверской области на расстоянии приблизительно 16 км на юг по прямой от районного центра города Весьегонск.

## История
Впервые упоминается в 1564/65 годах как дворцовая деревня Шипинской волости. К 1646 году была поместьем Богдана Кузьмича Молокова. Дворов 3 (1859 год), 8 (1889), 12 (1931), 13 (1963), 3 (1993), 1 (2008),. До 2019 года входила в состав Чамеровского сельского поселения до упразднения последнего. В настоящее время деревня не жилая.

## Население
Численность населения: 23 человека (1859 год), 37(1889), 62 (1931), 23 (1963), 4 (1993)
,, 2 (100 % русские) 2002 году, 0 в 2010.